# Elseid Hysaj
Elseid Hysaj (født 2. februar 1994) er en albansk professionel fodboldspiller, som spiller for Serie A-klubben Lazio og Albaniens landshold.

## Karriere
Hysaj blev født i Albanien og startede sin ungdomskarriere med KS Vllaznia, et lokalt fodboldhold i byen Shkodër, men sluttede sig til sin far i Italien i en alder af 14 år. Her kom han til Empoli F.C.s ungdomshold i 2009, inden han i 2011 debuterede som professionel spiller for Serie B klubben Empoli i en Coppa Italia kamp. Empoli rykkede videre op til Serie A i 2014. I juli 2015 skrev Hysaj kontrakt med Serie A holdet Napoli, og fulgte dermed Embolis tidligere hovedtræner Maurizio Sarri og fodboldspiller Mirko Valdifiori til klubben. Han skrev kontrakt med Lazio i 2021.